# Ансов, Игорь
Игорь Ансов (в русских переводах его книг как правило Ансофф; англ. Igor Ansoff; 12 декабря 1918, Владивосток, Российское Государство — 14 июля 2002, Сан-Диего, США) — американский математик и экономист российского происхождения.

## Биография
Отец — русского происхождения, родился в США. Мать родилась в Москве.
В 17 лет вместе с родителями эмигрировал в США. Учился в Институте технологии Стивенса (Хобокен, шт. Нью-Джерси) и Брауновском университете (Провиденс, шт. Род-Айленд). Во время Второй мировой войны состоял в резерве Военно-морского флота США, выполняя функции офицера связи с советским флотом. Преподавал в Калифорнийском университете (Лос-Анджелес), Международном университете Соединенных Штатов и Морской академии.

## Научный вклад
Ансов считается родоначальником концепции стратегического менеджмента, методики управления по слабым сигналам. Известен как автор «матрицы Ансоффа» — инструмента для определения стратегии позиционирования товара на рынке.
В Голландии учреждена «Премия Игоря Ансоффа», присуждаемая за достижения в области планирования и стратегического менеджмента.

## Основные произведения
- Ансофф И. Стратегический менеджмент. Классическое издание = Strategic Management. — Питер, 2009. — ISBN 978-5-388-00077-4.
- Ансофф И. Новая корпоративная стратегия = The New Corporate Strategy. — Питер, 1999. — 416 с. — ISBN 5-314-00105-5, 0-471-62950-2.